# ATP Challenger Annenheim
Der ATP Challenger Annenheim (offiziell: Annenheim Challenger) war ein Tennisturnier, das zwischen 1994 und 1996 in Annenheim, Österreich, stattfand. Es gehörte zur ATP Challenger Tour und wurde im Freien auf Rasen gespielt.

## Liste der Sieger

### Einzel
| Jahr | Sieger         | Finalgegner   | Ergebnis |
| ---- | -------------- | ------------- | -------- |
| 1996 | Alex Rădulescu | David Wheaton | 6:4, 6:2 |
| 1995 | Henrik Holm    | Martin Damm   | 6:2, 6:3 |
| 1994 | Diego Nargiso  | Martin Damm   | 6:4, 6:2 |

### Doppel
| Jahr | Sieger                        | Finalgegner                      | Ergebnis             |
| ---- | ----------------------------- | -------------------------------- | -------------------- |
| 1996 | Sandon Stolle Michael Tebbutt | Mahesh Bhupathi Leander Paes     | 6:2, 6:4             |
| 1995 | Diego Nargiso Nicolás Pereira | Karsten Braasch Jörn Renzenbrink | 6:7, 6:4, 7:6        |
| 1994 | kein Finale gespielt          | kein Finale gespielt             | kein Finale gespielt |